# Bahnhof Gouda
Der Bahnhof Gouda ist der größte Bahnhof der niederländischen Stadt Gouda. Er ist zentraler Knotenpunkt im städtischen ÖPNV. Am Bahnhof verkehren nationale Regional- und Fernverkehrszüge.

## Geschichte

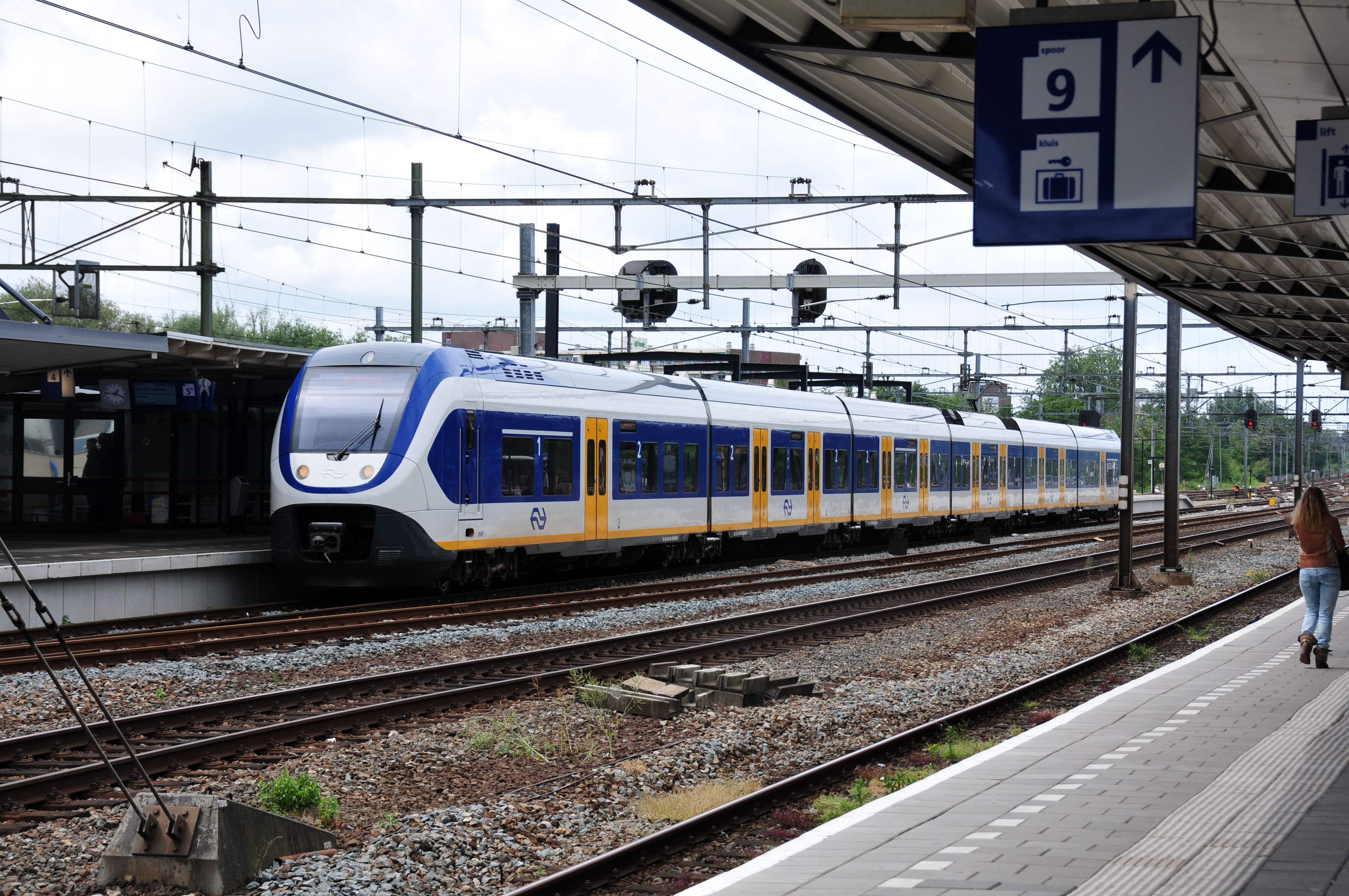
Ein Zug der NS-Baureihe SLT

Der erste Bahnhof wurde am 21. Mai 1855 mit der Bahnstrecke Utrecht–Rotterdam eröffnet. 1870 folgten die Streckeneröffnung nach Den Haag und 1934 nach Alphen aan den Rijn. Das ehemalige Bahnhofsgebäude wurde 1944 im Zweiten Weltkrieg beschädigt, weshalb der Bahnhof 1948 neuerbaut wurde. Sein heutiges Erscheinungsbild erhielt der Bahnhof 1984. Von 2002 bis 2009 fuhren auf der Strecke nach Alphen stadtbahnähnliche Züge. Seit 2016 werden dort Sprinter-Züge in rot-grauer Farbe, der Corporate Identity von R-net, von den Nederlandse Spoorwegen eingesetzt.

## Streckenverbindungen
Im Jahresfahrplan 2022 halten folgende Linien am Bahnhof Gouda:
| Zugtyp    | Linienverlauf                                                                                      | Frequenz |
| --------- | -------------------------------------------------------------------------------------------------- | --- |
| Intercity | Rotterdam Centraal – Gouda – Utrecht Centraal – Amersfoort Centraal – Zwolle – Groningen           | stündlich |
| Intercity | Leeuwarden – Meppel – Zwolle – Amersfoort Centraal – Utrecht Centraal – Gouda – Rotterdam Centraal | stündlich |
| Intercity | Utrecht Centraal – Gouda – Rotterdam Centraal                                                      | stündlich (Nachtnet)                                                                                         |
| Intercity | Den Haag Centraal – Gouda – Utrecht Centraal – Amersfoort Centraal – Deventer – Hengelo – Enschede | stündlich |
| Intercity | Den Haag Centraal – Gouda – Utrecht Centraal – Amersfoort Centraal (– Deventer)                    | halbstündlich (nur in der HVZ bis Deventer; fährt nicht nach 21 Uhr und am Wochenende nicht nach Amersfoort) |
| Intercity | Rotterdam Centraal – Gouda – Utrecht Centraal                                                      | halbstündlich (fährt nicht nach 21 Uhr)                                                                      |
| Intercity | Amersfoort Schothorst – Amersfoort Centraal – Utrecht Centraal – Gouda – Den Haag Centraal         | stündlich |
| Sprinter  | Uitgeest – Zaandam – Amsterdam Centraal – Breukelen – Woerden – Gouda – Rotterdam Centraal         | halbstündlich                                                                                                |
| Sprinter  | Den Haag Centraal – Gouda – Gouda Goverwelle                                                       | halbstündlich (fährt nicht abends und am Wochenende)                                                         |
| Sprinter  | Den Haag Centraal – Gouda – Utrecht Centraal – Geldermalsen – Tiel                                 | halbstündlich                                                                                                |
| Sprinter  | Rotterdam Centraal – Gouda – Gouda Goverwelle                                                      | halbstündlich (fährt nur in der HVZ)                                                                         |
| Sprinter  | Alphen aan den Rijn – Gouda                                                                        | halbstündlich (R-net)                                                                                        |
| Sprinter  | Alphen aan den Rijn – Gouda                                                                        | halbstündlich (R-net; fährt nicht abends und am Wochenende)                                                  |
| Sprinter  | Utrecht Centraal – Gouda – Rotterdam Centraal                                                      | halbstündlich (fährt frühmorgens in Richtung Rotterdam Centraal)                                             |